# Hymn Brunei
Boże chroń Sułtana (malajski Allah Peliharakan Sultan, لله فليهاراكن سلطن) – hymn państwowy Sułtanatu Brunei, do którego tekst napisał Pengiran Haji Mohamed Yusuf bin Abdul Rahim, a muzykę skomponował Awang Haji Besar bin Sagap w 1947 r. Hymn został przyjęty oficjalnie w 1951 r. Hymn Brunei jest śpiewany przez uczniów w szkołach oraz przy fladze i godle. Odegranie hymnu odbywa się w radiu i telewizji na rozpoczęcie i zakończenie emisji każdego dnia.

## Tekst oficjalny
Ya Allah lanjutkanlah Usia
Kebawah Duli Yang Maha Mulia
Adil berdaulat menaungi nusa
Memimpin rakyat kekal bahagia
Hidup sentosa Negara dan Sultan
Ilahi selamatkan Brunei Darussalam